# ماس سیتی (میشیگان)
ماس سیتی (به انگلیسی: Mass City) یک منطقهٔ مسکونی در ایالات متحده آمریکا است که در شهرستان انتوناگون، میشیگان واقع شده‌است. ماس سیتی ۳۲۱٫۸۷ متر بالاتر از سطح دریا قرار دارد.